# Borden Island
Borden Island – niezamieszkana, płaska wyspa w archipelagu Wysp Królowej Elżbiety w północnej Kanadzie. Powierzchnia 2794 km² czyni ją 169. co do powierzchni wyspą na świecie i 30. w Kanadzie. Znajduje się na północ od Wyspy Mackenziego Kinga i podobnie jak ona jest podzielona pomiędzy Terytoria Północno-Zachodnie i Nunavut.
Europejczycy dotarli do niej w 1916; jest ona czasem opisywana jako dwie wyspy połączone lodem, ale jest generalnie przedstawiana jako pojedyncza masa lądu.